# Ruth Maxon Adams
Ruth Maxon Adams (1883-1970) fue una arquitecta estadounidense.

## Primeros años
Adams creció en New Haven, Connecticut, ella era la única hija del profesor de Yale, George Burton Adams. De niña, visitó Inglaterra con su padre, donde fue expuesta por primera vez a William Morris y el movimiento de Artes y Oficios. 

## Formación
Se graduó de Vassar College en 1904, sin la intención de practicar la arquitectura. 
Seis años más tarde, se inscribió en la Escuela de Nueva York de Diseño Aplicado para Mujeres para estudiar diseño de interiores.

## Trayectoria
Adams recibió comisiones de Vassar para remodelar varios edificios del campus en 1914. Durante ese primer año, recibió una comisión para diseñar una casa para dos profesores de Vassar, Edith Fahnestock y Rose Peebles. Adams pasaría a diseñar al menos seis residencias Vassar a lo largo de cuarenta años. Sus estilos arquitectónicos variados, incluyendo medieval, Tudor, y arquitectura neoclásica. También sirvió como consultora de diseño para Vassar hasta 1942. En esta posición compiló inventarios anuales de todos los edificios propiedad de la universidad.
En 1921, Adams se convirtió en el arquitecto de Yelping Hill en Connecticut. El barrio, una parte de West Cornwall, era una escapada de verano en los Berkshires. Adams diseñó todas las residencias, co-planeó la comunidad, y sirvió como capataz de la construcción. Las casas no tenían cocinas, ya que todas las comidas tenían lugar en un comedor comunal. Estos conceptos y ejecuciones son considerados por los historiadores de la arquitectura como una expresión de los ideales feministas de Adams. Se vinculan con una serie de investigaciones que hacían las arquitectas del momento sobre el rol de la mujer y que se manifiestan en proyectos como el de Llano del Río de Alice Constance Austin
A pesar de centrarse en la arquitectura, Adams se describió como un "diseñador", más que un arquitecto.

## Legado
Los logros de Adams se encuentran en la colección de los archivos del Vassar College.